# Poutrelle en I

Âme d’une poutrelle

Une poutrelle en I est l'un des divers éléments structurels ayant une section transversale en forme de Ɪ ou de H. Les poutres en I sont généralement constituées d'acier de construction servent à une grande variété d'utilisations dans la construction.
Les éléments horizontaux du I sont appelés ailes ou ailes et l'élément vertical est appelé « âme ». L'âme résiste aux efforts tranchants (voir aussi shear force (en)), tandis que les ailes résistent à la majeure partie du moment de flexion (voir aussi bending moment (en)) subi par la poutre. L'équation de poutre d'Euler – Bernoulli montre que la section en forme de I est une forme très efficace pour supporter à la fois les charges de flexion et de cisaillement dans le plan de l'âme. D'autre part, la section transversale a une capacité réduite dans la direction transversale et est également inefficace pour supporter la torsion, pour laquelle les sections structurelles creuses sont souvent préférées.
| Français                        | anglais | autres langues |
| ------------------------------- | --- | --- |
| poutre en I— poutre en double T | Les termes techniques pour des articles similaires incluent H-beam (pour universal column, UC) — w-beam (pour « wide flange ») — universal beam (UB) — rolled steel joist (RSJ), | Toutes les traductions de l'expression en français pour « poutre en double T », en particulier en polonais, bulgare, espagnol, italien et allemand. |

## Histoire

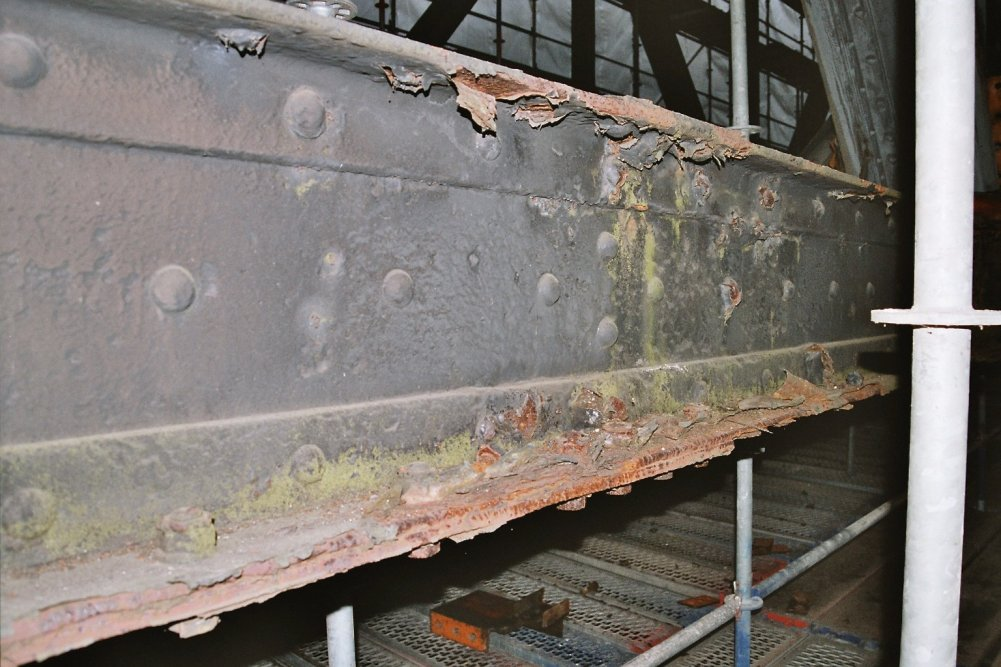
Une poutre en tôle en I en acier riveté rouillée

En 1849, la méthode de production d'une poutre en I, laminée à partir d'une seule pièce de fer forgé, fut brevetée par Alphonse Halbou des Forges de la Providence à Marchienne-au-Pont, en Belgique.

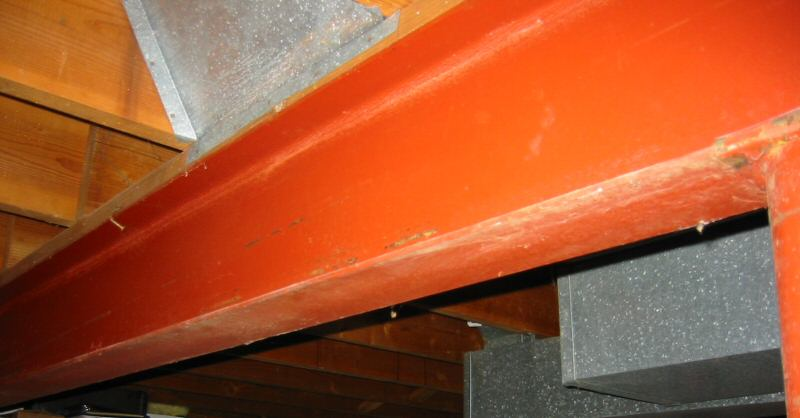
Une poutrelle en I utilisée pour soutenir le premier étage d'une maison

Bethlehem Steel, dont le siège est à Bethlehem, en Pennsylvanie, était l'un des principaux fournisseurs d'acier de construction laminé de diverses sections dans les travaux de ponts et de gratte-ciel américains du milieu du XXe siècle. Les sections transversales laminées ont maintenant été partiellement remplacées dans de tels travaux par des sections transversales fabriquées.

## Aperçu
Il existe deux formes standard de poutre en I :
- Poutre en Ɪ laminée, formée par laminage à chaud, laminage à froid ou extrusion, selon le matériau.
- Poutre en tôle, formée par soudage (ou occasionnellement par boulonnage (en)  ou rivetage) de plaques.

Les poutrelles en I sont généralement constituées d'acier de construction (voir aussi structural steel), mais peuvent également être formées d'aluminium ou d'autres matériaux. Un type courant de poutrelle en I (aux États-Unis) est la rolled steel joist (RSJ), parfois incorrectement rendue comme une poutrelle en acier renforcé. Les normes britanniques et européennes spécifient également les poutres universelles (Universal Beams, UB) et les colonnes universelles (Universal Columns, UC). Ces sections ont des ailes parallèles, représentées sous le nom de « W-Section » dans l'illustration ci-jointe, par opposition à l'épaisseur variable des ailes RSJ, illustrées sous le nom de « S-Section », qui sont rarement laminées aujourd'hui au Royaume-Uni. Les ailes parallèles sont plus faciles à connecter et suppriment le besoin de rondelles coniques. Les UC ont une largeur et une profondeur égales ou presque et sont plus adaptés pour être orientés verticalement pour supporter des charges axiales telles que des colonnes dans une construction à plusieurs étages, tandis que les UB sont nettement plus profondes (hautes) que larges et sont plus adaptés pour supporter des charges de flexion telles que des éléments de poutre dans les planchers.
Les I-joist (en), solives en I ou poutres en I fabriquées à partir de bois avec des panneaux de fibres ou du bois de placage stratifié, ou les deux, sont également de plus en plus populaires dans la construction, en particulier résidentielle, car elles sont à la fois plus légères et moins sujettes à la déformation que les solives en bois massif. Cependant, des inquiétudes ont été exprimées quant à leur perte rapide de résistance en cas d'incendie si elles ne sont pas protégés.

## Conception

Une poutre en I vibrant en mode torsion

Les poutres en I sont largement utilisées dans l'industrie de la construction et sont disponibles dans différentes tailles standard. Des tableaux sont disponibles pour permettre une sélection facile d'une taille de poutre en I en acier appropriée pour une charge appliquée donnée. Les poutres en Ɪpeuvent être utilisées à la fois comme poutres et comme colonnes.
Les poutres en I peuvent être utilisées seules ou agissant de manière composite avec un autre matériau, généralement du béton. La conception peut être régie par l’un des critères suivants :
- flèche : la raideur de la poutre en Ɪ sera choisie pour minimiser la déformation
- vibration : la rigidité et la masse sont choisies pour éviter les vibrations inacceptables, notamment dans les environnements sensibles aux vibrations, comme les bureaux et les bibliothèques
- rupture en flexion par écoulement (yielding): où la contrainte dans la section transversale dépasse la contrainte à la limite élastique (yield stress)
- rupture en flexion par déversement par torsion latérale : lorsqu'une aile en compression a tendance à flamber latéralement ou que la section transversale entière se déforme en torsion
- rupture par flexion par flambage local : lorsque l'aile ou l'âme est si mince qu'elle se déforme localement
- écoulement local (local yield) : causé par des charges concentrées, comme au point d'appui de la poutre
- rupture par cisaillement : là où l'âme échoue. Les âmes minces se rompent par flambage, ondulation dans un phénomène appelé action de champ de tension (tension field action), mais la rupture par cisaillement est également combattue par la rigidité des ailes.
- flambage ou écoulement des composants : par exemple, des raidisseurs utilisés pour assurer la stabilité de l'âme de la poutre en I.

### Conception pour la flexion

Les contraintes les plus importantes dans une poutre en flexion se trouvent aux endroits les plus éloignés de l'axe neutre.

Une poutre en flexion subit des contraintes élevées le long des fibres axiales les plus éloignées (fibre extrême) de l'axe neutre. Pour éviter toute défaillance, la majeure partie du matériau de la poutre doit être située dans ces régions. Relativement peu de matériau est nécessaire dans la zone proche de l’axe neutre (l'âme). Cette observation est à la base de la section transversale de la poutre en Ɪ ; l'axe neutre s'étend le long du centre de l'âme qui peut être relativement mince et la majeure partie du matériau peut être concentrée dans les ailes.
La poutre idéale est celle ayant la plus petite section transversale (et nécessitant donc le moins de matériau) nécessaire pour atteindre un module d'inertie donné. Étant donné que le module d'inertie dépend de la valeur du moment quadratique, une poutre efficace doit avoir la majeure partie de son matériau située aussi loin que possible de l'axe neutre. Plus une quantité donnée de matériau est éloignée de l'axe neutre, plus le module d'inertie est grand et, par conséquent, un moment de flexion plus important peut être résisté.
Lors de la conception d'une poutre en I symétrique pour résister aux contraintes dues à la flexion, le point de départ habituel est le module d'inertie requis. Si la contrainte admissible est σmax et le moment de flexion maximum attendu est Mmax, alors le module d'inertie requis est donné par:
{\displaystyle S={\cfrac {M_{\mathrm {max} }}{\sigma _{\mathrm {max} }}}={\frac {I}{c}}}
où I est le moment d'inertie de la section transversale de la poutre et c est la distance entre le sommet de la poutre et l'axe neutre (voir la théorie des poutres pour plus de détails).
Pour une poutre de section transversale a et de hauteur h, la section transversale idéale aurait la moitié de la surface à une distance h/2 au-dessus de la section transversale et l'autre moitié à une distance h/2 en dessous de la section transversale. Pour cette coupe transversale:
{\displaystyle I={\frac {ah^{2}}{4}}\,;\quad S={\frac {1}{2}}ah}
Cependant, ces conditions idéales ne peuvent jamais être atteintes car la matière est nécessaire dans l'âme pour des raisons physiques, notamment pour résister au flambage. Pour les poutres à larges ailes, le module de section est d'environ
{\displaystyle S\approx 0.35ah}
ce qui est supérieur à celui obtenu par les poutres rectangulaires et les poutres circulaires.

### Problèmes
Bien que les poutres en I soient excellentes pour la flexion unidirectionnelle dans un plan parallèle à l'âme, elles ne fonctionnent pas aussi bien en pliage bidirectionnel. Ces poutres présentent également peu de résistance à la torsion et subissent une déformation sectionnelle sous charge de torsion. Pour les problèmes dominés par la torsion, les poutres-caisson et d'autres types de sections rigides sont utilisées de préférence aux poutres en Ɪ.

## Formes et matériaux aux États-Unis

Une coupe transversale typique de poutres en I

Aux États-Unis, la poutre en I la plus couramment mentionnée est la forme à large ailes (wide-flange, W). Ces poutres comportent des ailes dont les surfaces intérieures sont parallèles sur la majeure partie de leur surface. D'autres poutres en I incluent les formes American Standard (désignées S), dans lesquelles les surfaces intérieures des ailes ne sont pas parallèles, et les pieux en H (désignés H-pile, HP), qui sont généralement utilisés comme fondations sur pieux. Les formes à larges ailes sont disponibles dans la nuance ASTM A992, qui a généralement remplacé les anciennes qualités ASTM A572 et A36. Plages de contrainte à la limite élastique (yield strength) :
- A36: 36 000 psi (250 MPa)
- A572: 42 000–60 000 psi (290–410 MPa), avec 50 000 psi (340 MPa) le plus commun
- A588: Similar to A572
- A992: 50,000–65,000 psi (340–450 MPa)

Comme la plupart des produits en acier, les poutres en I contiennent souvent du contenu recyclé.

## Normes
Les normes suivantes définissent la forme et les tolérances des profilés en acier des poutres en I :

### Normes européennes
- EN 10024, Poutrelles en I à ailes inclinées laminées à chaud - Tolérances de forme et de dimensions.
- EN 10034, Poutrelles I et H en acier de construction - Tolérances de forme et de dimensions
- EN 10162, Profilés en acier formés à froid - Conditions techniques de livraison - Tolérances dimensionnelles et sur sections transversales

### Manuel AISC
L'American Institute of Steel Construction (en) (AISC) publie un Steel Construction Manual pour la conception de structures de différentes formes. Il documente les approches courantes pour créer de telles conceptions: l'Allowable Strength Design (en)  (ASD, conception à résistance admissible) et le Calcul à l'état limite (Limit state design) conception à facteur de charge et de résistance (Load and Resistance Factor Design, LRFD), (à partir de la 13e édition).

### Autre
- DIN 1025-5
- ASTM A6, poutres standard américaines
- BS 4-1
- IS 808 – Dimensions hot rolled steel beam, column, channel and angle sections
- AS/NZS 3679.1 – Australia and New Zealand standard

## Désignation et terminologie

La dimension d'une poutre en I à larges ailes

Dans les descriptions qui suivent la hauteur des poutres est habituellement renseignée par le mot « depth », qui se traduit par profondeur.
Aux États-Unis, les poutres en I en acier sont généralement spécifiées en fonction de la profondeur et du poids de la poutre. Par exemple, une poutre "W10x22" mesure environ 10 pouces (254 mm) de profondeur avec une hauteur nominale de la poutre en I depuis la face extérieure d'une aile jusqu'à la face extérieure de l'autre aile, et pèse 22 lb/pi (33 kg/m) . Les poutres à section à larges ailes varient souvent par rapport à leur profondeur nominale. Dans le cas de la série W14, ils peuvent atteindre 22.84 pouces (580 mm).
Au Canada, les poutres en I en acier sont désormais couramment spécifiées en utilisant la profondeur et le poids de la poutre en termes métriques. Par exemple, une poutre "W250x33" mesure environ 250 millimètres (9,8 po) de profondeur (hauteur de la poutre en I depuis la face extérieure d'une ailes jusqu'à la face extérieure de l'autre aile) et pèse environ 33 kg/m (22 lb/pi; 67 lb/vg). Les poutres en I sont toujours disponibles en tailles américaines auprès de nombreux fabricants canadiens.
Au Mexique, les poutres en I en acier sont appelées IR et sont communément spécifiées en utilisant la profondeur et le poids de la poutre en termes métriques. Par exemple, une poutre "IR250x33" fait environ 250 millimètres (9,8 po) de profondeur (hauteur de la poutre en I depuis la face extérieure d'une aile jusqu'à la face extérieure de l'autre aile et pèse environ 33 kg/m (22 lb/pi).
En Inde, les poutres en I sont désignées par ISMB, ISJB, ISLB, ISWB. ISMB : Indian Standard Medium Weight Beam, ISJB : Indian Standard Junior Beams, ISLB : Indian Standard Light Weight Beams et ISWB : Indian Standard Wide Flange Beams.. Les poutres sont désignées selon leur référence abrégée respective suivie de la profondeur de section, comme ISMB 450, où 450 est la profondeur de section en millimètres (mm). Les dimensions de ces poutres sont classées selon IS:808 (selon Bureau of Indian Standards (en), BIS )[réf. nécessaire].
Au Royaume-Uni, ces profilés en acier sont communément spécifiés par un code composé de la dimension principale, généralement la profondeur-x-la petite dimension-x-la masse par mètre se terminant par le type de section, toutes les mesures étant métriques. Par conséquent, un 152x152x23UC équivaudrait à une section de colonne (UC = universal column) d'environ 152 millimètres (6,0 po) profondeur, 152 mm de largeur et pesant 23 kg/m (46 lb/yd) de longueur.
En Australie, ces sections en acier sont communément appelées Universal Beams (UB) ou Columns (UC). La désignation de chacune est donnée par la hauteur approximative de la poutre, le type (poutre ou colonne), puis le poids au mètre (par exemple, un 460UB67.1 équivaut à une poutre universelle profonde d'environ 460 mm  qui pèse 67,1 kg/m .

## Poutres cellulaires
Les poutres cellulaires (en) sont la version moderne de la poutres crénelées  traditionnelle, qui donne une poutre environ 40 à 60 % plus profonde que sa section d'origine. La profondeur finie exacte, le diamètre des cellules et l'espacement des cellules sont flexibles. Une poutre cellulaire est jusqu'à 1,5 fois plus résistante que sa section d'origine et est donc utilisée pour créer des constructions efficaces à grande portée.

## Notes et références

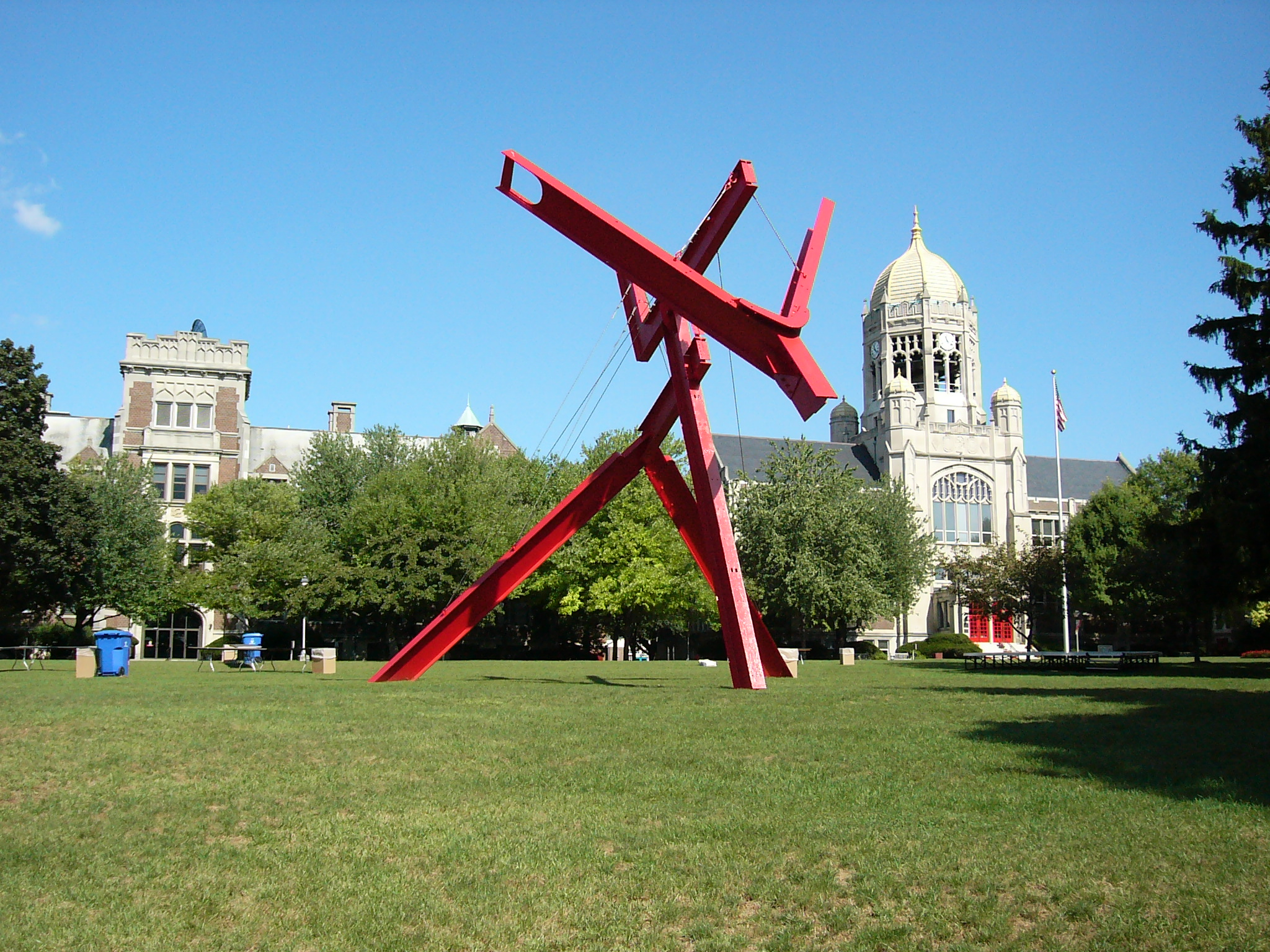
Victor's Lament de Mark di Suvero (au premier plan en rouge) sur le campus du Muhlenberg College à Allentown, en Pennsylvanie, est une sculpture en poutrelles en I rendant hommage à la riche histoire de la fabrication de l'acier dans la région de Lehigh Valley, dans l'est de la Pennsylvanie.